# Adriana Lunardi
Adriana Lunardi   (Xaxim, 1963) és una escriptora i guionista brasilera graduada en Comunicació Social per la Universitat Federal de Santa Maria amb màster en literatura brasilera per la Universitat Estatal de Rio de Janeiro (UERJ). El seu primer llibre, Les xiques de la Torre de Hèlsinki (1996), el publicà a Porto Alegre, on l'autora visqué fins a 1999. L'obra rebé el Premi Funproarte i el Trofeu Açorianos en dues categories: millor llibre de contes i autora debutant. Amb una beca de la Fundació Biblioteca Nacional, escrigué Vespres (2000), nominat per al Premi Jabuti i publicat a França, Portugal, Croàcia i Argentina. La seua primera novel·la, Cos estrany (2006) fou finalista del Premi Zaffari-Bourbon, també traduïda al francés. La novel·la La venedora de fòsfors (2011) fou finalista del Premi São Paulo de Literatura de 2012.